# Brad Loekle
Brad Loekle (Nueva York; 18 de mayo de 1978) es un comediante, escritor y actor estadounidense. Comenzó a realizar rutinas de comedia después de recibir una licenciatura en la Universidad de las Artes en Filadelfia, Pensilvania donde se especializó en actuación y música. 
Fue finalista en la novena temporada de Last Comic Standing de la cadena National Broadcasting Company.

## Carrera
Desde 2008 ha sido uno de los comentaristas de truTV Presents: World's Dumbest..., serie original de TruTV con videos y humor. 
Es columnista de una publicación mensual de la comunidad LGBT "Key West Gay" en Key West, Florida. En sus columnas, habla de temas políticos que afectan a la comunidad gay, así como sus aventuras sexuales. Cuando no está escribiendo en Key West Gay se dedica a atender y responder los comentarios de sus lectores en una sección llamada "Ask Nana".
Habitualmente hace presentaciones en clubes nocturnos de Nueva York, como; Carolines, Cómic, y Gotham Comedy Club. También ha recorrido el país con su presentación y actúa en discotecas, casinos, colegios y centros turísticos.
Participa interpretando su show en cruceros contratado por Atlantis Events.